# Liste der Biografien/Qe
Liste der Biografien |
Portal Biografien |
Personensuche
# |
A |
B |
C |
D |
E |
F |
G |
H |
I |
J |
K |
L |
M |
N |
O |
P |
Q |
R |
S |
T |
U |
V |
W |
X |
Y |
Z |
?
 
Qa |
Qe |
Qi |
Qo |
Qr |
Qu |
Qv |
Qw |
Qy
Die Liste der Biografien führt alle Personen auf, die in der deutschsprachigen Wikipedia einen Artikel haben. Dieses ist eine Teilliste mit 13 Einträgen von Personen, deren Namen mit den Buchstaben „Qe“ beginnt.

## Qe

### Qeb
- Qebali, Rania al (* 1991), jordanische Leichtathletin

### Qel
- Qela, Ilir (* 2001), deutscher Fußballspieler

### Qem
- Qemali, Ismail (1844–1919), Ausrufer der Unabhängigkeit Albaniens, erster Ministerpräsident Albaniens

### Qen
- Qena, Leze (1935–2020), jugoslawische bzw. kosovarische SchauspielerinLeze Qena (1935–2020)

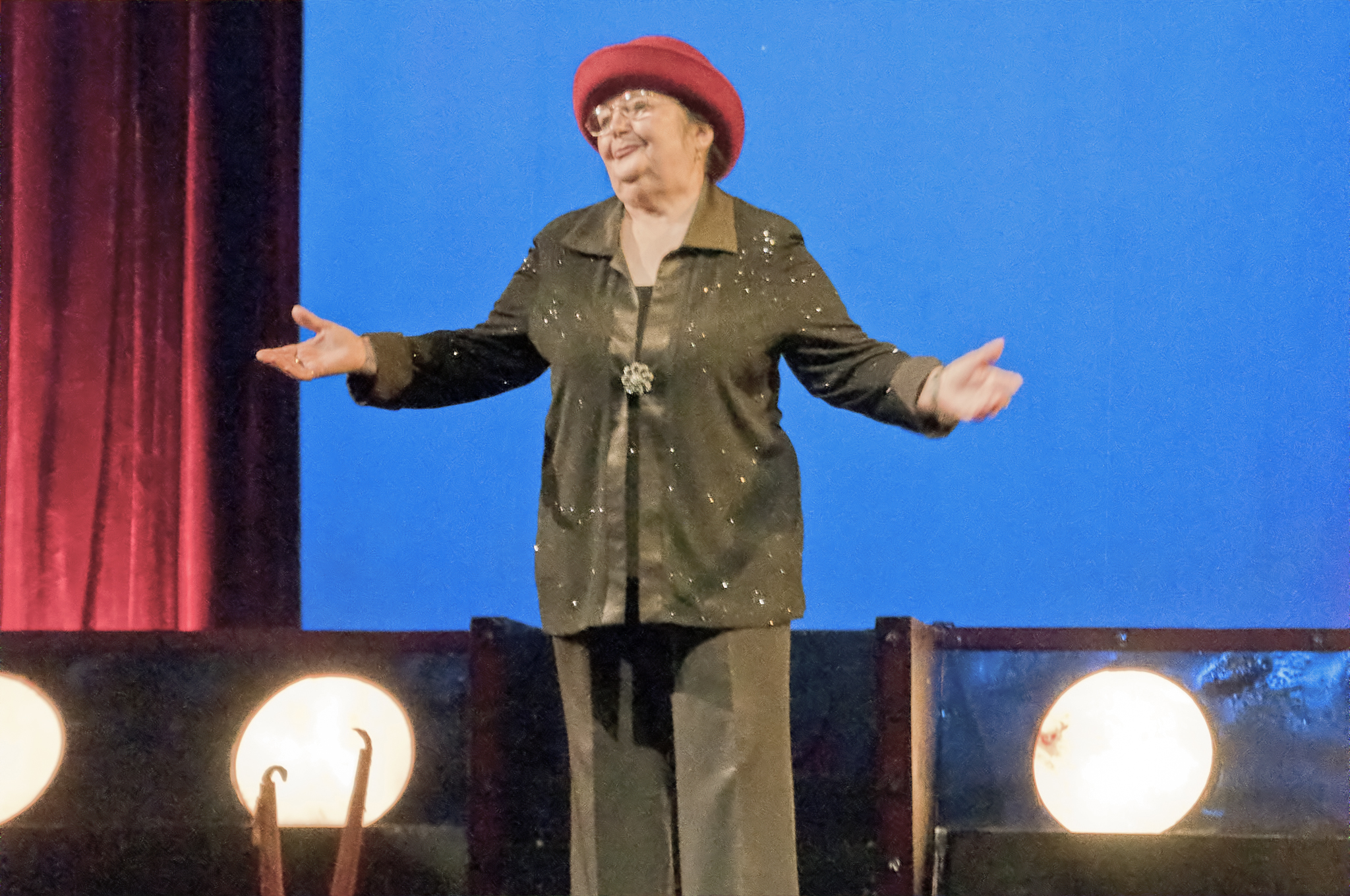
Leze Qena (1935–2020)

- Qenaj, Elidon (* 2003), deutsch-kosovarischer Fußballspieler
- Qenia, Lewan (* 1990), georgischer Fußballspieler

### Qer
- Qeramixhi, Alma (* 1963), albanische Leichtathletin
- Qerellos III., Oberhaupt der äthiopisch-orthodoxen Tewahedo-Kirche
- Qereti, Bleona (* 1979), albanische Popsängerin
- Qerimaj, Erkand (* 1988), albanischer Gewichtheber
- Qerimi, Qerim (* 1980), kosovarischer Jurist, Hochschullehrer für Internationales Recht und Universitätsrektor

### Qet
- Qetu, John Still Tari (* 1983), vanuatuischer Politiker

### Qey
- Qeybdiid, Abdi Hasan Awale (* 1948), somalischer Kriegsherr